# Kwangmyong (mạng)
Kwangmyong (Chosŏn'gŭl: 광명; Hancha: 光明; Hán Việt: quang minh) là một dịch vụ mạng nội bộ quốc gia của Triều Tiên được mở vào đầu những năm 2000. Hệ thống mạng nội bộ Kwangmyong trái ngược với Internet toàn cầu ở Bắc Triều Tiên, nơi chỉ có ít người dân trong nước có thể truy cập.
Mạng sử dụng tên miền theo tên miền cấp cao nhất .kp mà thường không thể truy cập được từ Internet toàn cầu. Tính đến năm 2016, mạng sử dụng địa chỉ IPv4 dành riêng cho các mạng riêng trong phạm vi 10.0.0.0/8, còn được gọi là khối 24 bit theo định nghĩa trong RFC 1918. Người dân Triều Tiên thường thấy thuận tiện hơn khi truy cập các trang web theo địa chỉ IP của họ thay vì theo tên miền sử dụng các ký tự Latin. Giống như Internet toàn cầu, mạng lưu trữ nội dung có thể truy cập được bằng trình duyệt web và cung cấp công cụ tìm kiếm web nội bộ. Nó cũng cung cấp các dịch vụ email và nhóm tin tức. Mạng nội bộ được quản lý bởi Korea Computer Center.

## Lịch sử
Trang web đầu tiên ở Triều Tiên, cổng thông tin Naenara, được tạo ra vào năm 1996. Những nỗ lực thiết lập mạng lưới Kwangmyong trên quy mô toàn quốc bắt đầu từ năm 1997, với một số dịch vụ mạng nội bộ được phát triển tại Đặc khu kinh tế Rajin-Sonbong vào năm 1995.Mạng nội bộ ban đầu được phát triển bởi Cơ quan thông tin khoa học và công nghệ trung ương (Central Scientific and Technological Information Agency). Mạng nội bộ quốc gia Kwangmyong lần đầu tiên đi vào hoạt động vào đầu những năm 2000. Nhà cung cấp email đầu tiên của Triều Tiên là Sili Bank, được thành lập vào năm 2001.
Trước năm 2006, người Triều Tiên sử dụng phòng chat nội bộ để tổ chức các buổi gặp mặt chơi thể thao, chẳng hạn như bóng rổ. Sau một sự cố, để kỷ niệm 10 năm Naenara, khoảng 300 người dùng mạng nội bộ Triều Tiên đã tổ chức một cuộc diễu hành flash mob tại Nhà thi đấu Bình Nhưỡng, tất cả các phòng chat đã bị xóa khỏi mạng nội bộ Triều Tiên. Các phòng chat khu vực được cho là đã quay trở lại vào năm 2015.
Năm 2013, các tin tặc liên kết với Anonymous tuyên bố đã đột nhập vào mạng nội bộ của Triều Tiên. Tuy nhiên, không có bằng chứng cho tuyên bố này.
Một hệ thống hội nghị truyền hình có tên Rakwon đã được phát triển tại Đại học Kim Il-sung vào năm 2010. Trong đại dịch COVID-19, nó trở nên phổ biến hơn nhiều đối với các cuộc họp từ xa và thường xuyên xuất hiện trên các bản tin. Các hệ thống y tế từ xa và giáo dục từ xa đã được phát triển.
Trang web mua sắm trực tuyến đầu tiên được mở vào năm 2015 và 22 trang web như vậy đã có sẵn vào năm 2021. Ngân hàng Trung ương Triều Tiên đã ra mắt hệ thống thanh toán điện tử vào năm 2020.

## Nội dung
Tính đến năm 2014, mạng Kwangmyong ước tính có khoảng 1.000 đến 5.500 trang web. Năm 2021, Max Fisher của Vox ước tính con số này là khoảng 5.000. Excélsior cũng ước tính con số này là khoảng 5.000 vào năm sau.
Mạng Kwangmyong bao gồm nhiều trang web và dịch vụ. Một số trang web lưu trữ các nội dung tuyên truyền chính trị và kinh tế. Thông tin khoa học và văn hóa cùng các lĩnh vực kiến thức trong số các chủ đề khác có thể được tìm thấy ở nơi khác. Theo báo cáo, hơn 30 triệu tài liệu chủ yếu là khoa học hoặc kỹ thuật đã được đăng lên mạng nội bộ tính đến năm 2007.
Người dùng có thể truy cập các trang web của nhiều cơ quan chính phủ Triều Tiên bao gồm chính quyền tỉnh, các tổ chức văn hóa, các trường đại học và thư viện lớn, một số trường học địa phương và một số tổ chức công nghiệp và thương mại lớn. Mạng này cũng chứa các trang web (chủ yếu liên quan đến khoa học) từ Internet mở được tải xuống, đánh giá và kiểm duyệt.
Có một dịch vụ gửi email nội bộ trên mạng Kwangmyong. Một công cụ tìm kiếm đang được sử dụng để duyệt mạng nội bộ Kwangmyong. Công cụ tìm kiếm này được cho là có tên "Naenara", có nghĩa là "Tổ Quốc của chúng ta". Một dịch vụ mạng xã hội tương tự Facebook được các giáo sư và sinh viên đại học sử dụng đã tồn tại từ năm 2013 và được sử dụng để đăng tin nhắn mừng sinh nhật. CNN đưa tin vào năm 2017 rằng có một "ứng dụng tương đương Facebook của Triều Tiên". Người ta biết rằng có một diễn đàn trên mạng. Một dịch vụ phát trực tuyến video IPTV có tên là Manbang (만방), tiếng Triều Tiên có nghĩa là "Mọi người", được cho là đã được ra mắt vào tháng 8 năm 2016, mặc dù cái tên Manbang đã xuất hiện trong công nghệ của Triều Tiên từ năm 2013.  Người ta có thể truy cập dịch vụ này bằng hộp giải mã tín hiệu hỗ trợ Wi-Fi. Có thể truy cập thông qua điện thoại thông minh và máy tính bảng. RTheo báo cáo, Kwangmyong đã được sử dụng để hẹn hò trực tuyến. Các phòng trò chuyện được người dân Triều Tiên quan tâm đến thể thao sử dụng cho đến năm 2006, khi các phòng trò chuyện bị xóa. Các phòng trò chuyện khu vực được thêm lại vào năm 2015.
Các dịch vụ tin tức nhà nước trong nước có sẵn trên mạng, chẳng hạn như Cơ quan Thông tấn Trung ương Triều Tiên, Rodong Sinmun và Đài Tiếng nói Triều Tiên. Các trang web nghiên cứu khoa học về các tác phẩm học thuật và nghiên cứu dành riêng cho mạng được phục vụ thông qua các trao đổi học thuật và chia sẻ thông tin trên web như Viện Hàn lâm Khoa học và Công nghệ (tiếng Triều Tiên: 과학기술전시관; Hancha: 科學技術展示館) và Viện Hàn lâm Khoa học Y khoa (tiếng Triều Tiên: 의학과학정보센터). Một thư viện điện tử có mặt trên mạng, nơi cũng lưu trữ các bài giảng video về nhiều chủ đề khác nhau.
Một số trang web thương mại điện tử và ngân hàng điện tử tồn tại trên mạng. Một số trò chơi điện tử cũng tồn tại trên mạng nội bộ. Một trong những trò chơi có sẵn trên Kwangmyong là cờ tướng Triều Tiên. Điện thoại cung cấp quyền truy cập vào sách điện tử và thanh toán di động. Một số trang web văn hóa nằm trong số ít các trang web tên miền .kp có thể truy cập công khai cho người nước ngoài thông qua Internet toàn cầu, chẳng hạn như ít nhất một trang web về ẩm thực và một trang web giới thiệu ngành công nghiệp điện ảnh của đất nước. Các dịch vụ khác được sử dụng trên mạng nội bộ bao gồm từ điển, dịch vụ chăm sóc sức khỏe từ xa và dịch vụ nhắn tin văn bản. Theo báo cáo, một trang web du lịch đã cho phép người dân Triều Tiên lập kế hoạch cho các kỳ nghỉ trong nước.

## Truy cập mạng
Kwangmyong được thiết kế để chỉ có thể truy cập từ bên trong Bắc Triều Tiên. Có thể truy cập trong các thành phố và quận lớn, cũng như các trường đại học và các tổ chức công nghiệp và thương mại lớn. Ví dụ, một thư viện tại Khu phức hợp Pyongyang Sci-Tech Complex cung cấp quyền truy cập vào mạng nội bộ và được nhiều nhóm người sử dụng, bao gồm công nhân nhà máy, trẻ em và các nhà nghiên cứu cho nhiều mục đích khác nhau. Có khoảng 3.000 thiết bị đầu cuối máy tính có thể sử dụng ở đó. Mạng nội bộ cũng có thể truy cập được từ một thư viện khác tại Đại Học đường Nhân Dân.
Các trang web trong mạng thường được truy cập bằng địa chỉ IPv4 riêng khối 24 bit.
"Quán cà phê internet" (hay "quán cà phê mạng nội bộ") đầu tiên ở Bắc Triều Tiên được mở tại Bình Nhưỡng, nơi người ta có thể truy cập các dịch vụ mạng nội bộ của đất nước. Quán mở cửa vào năm 2002, gần ga Kwangbok và có khoảng 100 máy tính. Nó được mở bởi một liên doanh giữa một công ty có trụ sở tại Seoul tên là Hoonnet và một công ty Triều Tiên tên là Jangsaeng General Trade Company. Những quán cà phê này, còn được gọi là "PC rooms" hoặc "Information Technology Stores", bắt đầu xuất hiện trên khắp Triều Tiên ngay từ đầu những năm 2000 và có thể truy cập với một khoản phí. Các quán cà phê cũng cung cấp các dịch vụ trả phí khác, chẳng hạn như các lớp học máy tính. Theo Daily NK, tính đến năm 2005, giá để truy cập các dịch vụ này được coi là quá đắt đối với công dân Triều Tiên trung bình.
Quá trình lắp đặt máy tính cá nhân được chấp thuận tại các hộ gia đình ở Bắc Triều Tiên có khả năng truy cập mạng nội bộ đòi hỏi phải được chính quyền địa phương kiểm tra và cấp phép. Tính đến năm 2010, ước tính có khoảng 200.000 máy tính cá nhân như vậy tại các hộ gia đình riêng ở Bình Nhưỡng và việc truy cập Kwangmyong phổ biến hơn ở những người dân ở thành phố so với những người ở vùng nông thôn Một cuộc khảo sát năm 2017 cho thấy 19% hộ gia đình có máy tính nhưng chỉ có 1% trên toàn quốc và 5% ở Bình Nhưỡng có quyền truy cập Kwangmyong. Tuy nhiên, Kwangmyong cũng có thể được truy cập trên điện thoại di động. Tính đến năm 2018, ước tính có 18-20% dân số có điện thoại di động có quyền truy cập Kwangmyong.
Ngoài việc truy cập từ máy tính cá nhân, mạng nội bộ quốc gia có thể được truy cập từ các thiết bị di động trên mạng 3G. Kwangmyong có quyền truy cập không giới hạn 24 giờ qua đường dây điện thoại dial-up. Tính đến  năm 2013,  một số sản phẩm máy tính bảng chạy Android, bao gồm máy tính bảng Samjiyon, có thể được mua ở Triều Tiên cho phép truy cập vào Kwangmyong. Một ước tính năm 2017 cho biết số lượng điện thoại di động ở Triều Tiên vào khoảng từ 2,5 đến 3 triệu. Năm 2020, một ước tính khác cho biết số lượng người dùng điện thoại di động là 4,5 triệu. Điện thoại di động là cách phổ biến hơn để người dân Triều Tiên truy cập mạng nội bộ Kwangmyong. Việc truy cập vào Internet toàn cầu hoặc số điện thoại bên ngoài Triều Tiên không được phép ngoại trừ các quan chức chính phủ cấp cao nhất và một số nhân viên của Korea Computer Center. Giống như máy tính cá nhân, điện thoại phải được chính quyền chấp thuận. Theo Đài phát thanh Châu Á Tự do, chính phủ bắt đầu yêu cầu người dùng điện thoại di động cài đặt phần mềm giám sát thông qua ứng dụng để truy cập mạng nội bộ vào năm 2022. Ứng dụng này có tên là ứng dụng Kwangmyong, kết nối người dùng với các đăng ký của họ với báo Rodong Sinmun do nhà nước điều hành và các dịch vụ giáo dục và thông tin khác nhưng cũng chứa phần mềm giám sát cho phép Bộ An ninh Nhà nước và các cơ quan thực thi pháp luật khác theo dõi vị trí của họ và xem họ có đang truy cập nội dung nước ngoài hay không.
Năm 2018, Triều Tiên đã công bố một dịch vụ Wi-Fi mới có tên là Mirae ("Tương lai"), cho phép các thiết bị di động truy cập mạng nội bộ ở Bình Nhưỡng.
Vào tháng 12 năm 2023, Triều Tiên bắt đầu triển khai mạng 4G cho thiết bị di động để truy cập mạng nội bộ.

## Ngôn ngữ
Mạng sử dụng tiếng Triều Tiên làm ngôn ngữ giao diện chính, mặc dù cổng thông tin web của chính phủ (Naenara) là đa ngôn ngữ. Có một từ điển dành cho người dùng để dịch giữa tiếng Triều Tiên và tiếng Nga, tiếng Trung, tiếng Anh, tiếng Pháp, tiếng Đức và tiếng Nhật, với cơ sở dữ liệu chứa ít nhất 1.700.000 từ, để hỗ trợ những người dùng có thể không quen thuộc với các ngôn ngữ nước ngoài.
Các trang web khác nhau trên mạng nội bộ có thể có sẵn bằng các bộ ngôn ngữ khác nhau. Một trang web bán tem bưu chính có sẵn bằng tiếng Triều Tiên, tiếng Anh và tiếng Trung. Các tác phẩm của gia tộc Kim có sẵn bằng tiếng Triều Tiên, tiếng Nhật, tiếng Nga và tiếng Trung.

## Kiểm soát thông tin
Kwangmyong được thiết kế để chỉ sử dụng trong phạm vi Bắc Triều Tiên và được gọi là mạng nội bộ. Kwangmyong ngăn người dùng trong nước ở Triều Tiên truy cập vào nội dung hoặc thông tin nước ngoài và ngăn người nước ngoài truy cập vào nội dung trong nước. Theo Daily NK, nó "ngăn chặn rò rỉ dữ liệu được phân loại" và "hoạt động như một hình thức kiểm duyệt thông tin, ngăn chặn thông tin không mong muốn bị truy cập". Do đó, các chủ đề và thông tin nhạy cảm khó có thể xuất hiện trên Kwangmyong do không có liên kết với thế giới bên ngoài và hoạt động kiểm duyệt diễn ra. Kwangmyong được duy trì và giám sát bởi các thực thể liên quan đến chính phủ. Tuy nhiên, một lượng lớn tài liệu từ Internet toàn cầu sẽ được đưa lên Kwangmyong sau khi xử lý.  Hệ điều hành của điện thoại được chính phủ chấp thuận sẽ từ chối quyền truy cập vào bất kỳ ứng dụng nào không được chính phủ chấp thuận.
Trong khi người nước ngoài ở Bắc Triều Tiên thường không được phép truy cập Kwangmyong, họ có thể truy cập Internet toàn cầu. Vì lý do an ninh, các mạng có quyền truy cập Internet và mạng nội bộ được cách ly  vật lý để các máy tính có quyền truy cập Internet không được đặt ở cùng vị trí với các máy tính có quyền truy cập Kwangmyong.
Do không có kết nối trực tiếp với Internet bên ngoài nên thông tin không mong muốn không thể xâm nhập vào mạng. Thông tin được các cơ quan chính phủ lọc và xử lý trước khi được lưu trữ trên Intranet của Bắc Triều Tiên. Myanmar và Cuba cũng sử dụng một hệ thống mạng tương tự tách biệt với phần còn lại của Internet và Iran được cho là có kế hoạch triển khai mạng như vậy trong tương lai, mặc dù tuyên bố rằng nó sẽ hoạt động cùng với Internet và sẽ không thay thế Internet.